# 밀리
밀리(milli, 기호: m)는 SI 단위계에서 10-3을 나타내는 접두어이다. 1793년에 제안되고 1795년 채택되었다.